# 平惟仲
平 惟仲（たいら の これなか）は、平安時代中期の公卿。桓武平氏高棟流、美作介・平珍材の長男。官位は従二位・中納言。

## 経歴

### 初期の経歴
備中国（一説では讃岐国）の郡司の娘という今で言えば「現地妻」の子として生まれるが、後に弟・生昌と共に平安京に上って大学寮に入る。康保4年（967年）に文章生となる（字は平昇）。同年5月に冷泉天皇が践祚すると昇殿を許され、10月に即位すると六位蔵人として天皇に仕える。康保5年（968年）右衛門少尉に任ぜられるが、翌安和2年（969年）冷泉天皇が円融天皇に譲位すると判官代に任ぜられ、院司として引き続き冷泉上皇に仕えた。順調な出世の背景には祖母・藤原元姫（藤原菅根の娘・中納言平時望室）が、女官として宮中に出仕して冷泉・円融両天皇の養育係を務めていた経歴によって、外戚である時の摂政・藤原伊尹との関係を持ったことが大きいとされている。

### 関白家の家司
天禄3年（972年）従五位下に叙爵すると、美作国・筑後国・相模国・肥後国と10年以上に亘って受領を歴任し、この間の天元3年（980年）には治国の功労により従五位上に昇叙されている。ここで、国司としての勤勉振りを伊尹の弟である摂政・藤原兼家に気に入られてその家司となり、永延元年（987年）には1年で二階昇進して正五位上に叙せられるとともに、右少弁次いで右中弁と要職である弁官に抜擢され、同じく弁官を務めた藤原有国と共に兼家の耳目となって活躍する。
その後も、永延3年（989年）には三階昇進して正四位下に叙せられるとともに、権左中弁・藤原忠輔を超えて左中弁に昇格すると、永祚2年（990年）右大弁、正暦2年（991年）正月には蔵人頭ととんとん拍子に昇進する。なお、頭弁となって公卿の座を目前とした惟仲は、同年4月に従四位上を極位とした父・珍材に対して従三位の贈位を上奏し、許されている。そして、正暦3年（992年）参議、正暦4年（993年）従三位に叙任されてついに公卿に列し、地方出身者としては異例とも言うべき栄達を成し遂げた。この間の正暦元年（990年）に兼家が薨去しているが、かつて次男・藤原道兼を推した藤原有国に対して、惟仲は長男・藤原道隆を後継に推挙していたことから、兼家から執政の座を継いだ道隆からも引き続き厚遇された。一方でこの時期に、兼家の異母妹にして彼の次男・道兼の前妻であり、一条天皇の乳母を務めていた藤原繁子と結婚している。

### 道長に接近
長徳元年（995年）藤原道隆が薨じると、中関白家衰退の予兆を嗅ぎ取り、道隆の末弟である藤原道長に接近し、長徳2年（996年）に道長の閣員として権中納言に、長徳4年（998年）には中納言に至った。
長保元年（999年）には中宮大夫（中宮は道隆の娘の定子）を兼務するも、落ち目の中関白家と関わる事を嫌って、僅か半年で辞任する。定子が敦康親王を懐妊し内裏を退出する際、定子の生家である二条邸が長徳元年（995年）夏に焼失していたため、弟の平生昌の邸宅が行啓先に選ばれた。生昌邸が選ばれたのは、兄である惟仲が中宮大夫、弟の生昌が中宮大進であった縁と推測される。当時定子に仕えていた清少納言は、この時の様子を『枕草子』に記しているが、定子の世話を任された弟の平生昌が、清少納言に色々と物笑いの種にされている。これは中関白家を見限った惟仲に対する、定子側の清少納言の怒りが込められていると見られる。
長保2年（1000年）12月に定子は皇女（媄子内親王）を出産するが、直後に崩御する。定子の死後にその葬儀を仕切ったのは専ら惟仲であったとされるが、その意図は必ずしも明らかでない。しかし、『拾遺和歌集』には中関白家が没落した後に道隆の正室である高階貴子（「高階成忠女」）が惟仲へ贈った返歌が採録されていること、さらに貴子死後には道隆と貴子の孫の藤原道雅の舅にもなっていたことから、惟仲は引き続き中関白家と一定程度の関係を保っていたことが窺われ、惟仲が定子の葬儀を仕切ったのは中関白家との過去の関係を重視した結果によるものとも推測される。

### 大宰帥、失脚、急逝
長保2年（1000年）正三位に昇叙される。長保3年（1001年）にかつての同僚で大宰大弐を勤めていた藤原有国の後を受けて、中納言兼務のまま大宰帥（もしくは大宰権帥）として大宰府に赴任した。当時、大宰帥は親王しか任じられない官職であったが、ここでは前任の大宰帥・為尊親王を他官に遷任させて惟仲が正官の大宰帥に任ぜられている。これについては、長徳2年（996年）に発生した長徳の変により大宰権帥として流された藤原伊周の肩書きを引き継ぐ形になるのを嫌ったためとも想定される。赴任後、歴代の権帥や大弐が手を焼いた宇佐神宮の神人達の支持も取り付けるなどの行政手腕を発揮し、長保5年（1003年）正月には従二位に叙される。
しかし、同年8月に大宰府および帥の惟仲が行った非例・非法を含む『雑事九箇条』が宇佐八幡宮から朝廷に対して言上される。朝廷はこの内容を承認して大宰府に非法停止の官符を下す一方で、宇佐神宮側が神威を背景に事実を曲げて訴えていないか督察の上で遵行するように付言した。翌長保6年（1004年）3月に宇佐大宮司・大神邦利ら宇佐神宮の神職・神人ら数百名が上京して陽明門前で惟仲の苛政を愁訴する事件が発生する。宇佐神宮側は、大宰府による神宮や宮司への多くの特権侵害、特に惟仲による神宮宝殿の検封を第一に訴えた。これに対して、朝廷では度々陣定が開催され、右衛門権佐・藤原孝忠ら推問使の下向が行われる。一方で、惟仲や妻の藤原繁子が猛運動を試みたり、藤原道長の指示により惟仲の弟の生昌が九州に下向したほか、公卿の中でも権中納言・源俊賢が推問使の派遣に反対するなど、惟仲を擁護する動きがあった。結局、宇佐神宮側の訴えは認められ、6月に惟仲の釐務停止が決定、12月28日には大宰帥を解任（後任として藤原高遠が大弐に任官）されたが、罪には問われず中納言の官職は留任となった。
しかしこれを遡る12月2日、惟仲は安楽寺参拝中に厠で倒れ、腰を痛めてしまう。その後、視力と聴力を失い、陰茎が腫れ、前後不覚となった末、翌寛弘2年（1005年）3月14日に秦定重宅で薨去した。享年61。最終官位は中納言従二位。この後、荼毘に付された惟仲の遺骨は、弟の生昌が大宰府から平安京に持ち帰った（3月22日大宰府発、4月20日京着）。惟仲の急死は宇佐宮の祟りもと噂されたという。
また、宇佐八幡宮との騒動の最中、惟仲は壱岐島の荒馬を取る名目で、筑前国高田牧の牧子13人を無理やり渡島させる。さらに、牧子らが不在の間に、惟仲の雑色長であった宇自可春利が牧司の内財・雑物・馬・年貢絹14疋を略取していた。惟仲没後に筑前国守・藤原高規が牧司とともにこれを権大納言・藤原実資に陳述。5月13日に春利は近江国で実資の家人に捕縛され、過状と日記を進上させられた。高田牧は実資の家領であったことから、この事件について高田牧における複数の指揮系統とその対立、さらには惟仲の後任の高遠が実資の同母兄であったことも踏まえて、特に惟仲と実資の対立であった可能性が指摘されている（服部英雄）。

## 人物
諸大夫の父と郡司の娘との間に産まれ、幼児期は地方で育つが、その身一つで都に上り、勉学で磨いた才覚を武器に中央政界を渡り歩き、兼家・道隆・道長ら権力者に重用され、遂には従二位・中納言にまで昇り詰めた。その出世は当時としては正に異例とも言うべきものである。
藤原兼家の家司として同僚の藤原有国と共に「左右の眼」といわれ重用された。
邸宅は左京の三条高倉にあり、一条天皇の中宮・藤原定子が長女（脩子内親王）を出産する時に行啓先となり清少納言も滞在したほか、一条天皇の生母・藤原詮子も御所として居住し、ここで没している。

## 官歴
『公卿補任』による。
- 康保3年（966年） 日付不詳：東宮昇殿（春宮・憲平親王）
- 康保4年（967年） 正月：文章生。5月：昇殿（冷泉天皇践祚）。10月11日：六位蔵人（冷泉天皇即位）
- 康保5年（968年） 6月：刑部少丞。12月：右衛門少尉、蒙使宣旨
- 安和2年（969年） 8月：判官代（冷泉天皇譲位）
- 天禄3年（972年） 正月7日：従五位下（院分）。正月24日：美作権守。2月19日：筑後権守
- 天延3年（975年） 正月26日：相模介（院分）
- 天元3年（980年） 3月19日：従五位上（治国）
- 天元4年（981年） 10月26日：肥後守
- 寛和3年（987年） 正月7日：正五位下（一品内親王御給）。2月9日：昇殿（一条天皇）。7月11日：右少弁。9月4日：大学頭。10月14日：正五位上（行幸摂政第、家司賞）。11月：右中弁（依加階越左少弁藤原保信）
- 永延2年（988年） 正月9日：五位蔵人。10月4日：兼近江権介（受領、止蔵人大学頭）
- 永延3年（989年） 正月7日：従四位下（弁労）。正月29日：従四位上（治国）。4月5日：正四位下（造淀浮橋賞）、左中弁（依加階越権左中弁藤原忠輔）、昇殿
- 永祚2年（990年） 正月29日：兼内蔵頭。7月：右大弁（内蔵頭近江介如元）
- 正暦2年（991年） 正月26日：蔵人頭（近江介如元）。3月：辞蔵人頭
- 正暦3年（992年） 6月：辞近江介。8月28日：参議（右大弁如元）
- 正暦4年（993年） 正月13日：兼近江権守。11月13日：従三位（男道行造豊楽院功）
- 正暦5年（994年） 9月8日：左大弁
- 長徳元年（995年） 10月18日：勘解由長官
- 長徳2年（996年） 7月20日：権中納言。8月12日：着座
- 長徳4年（998年） 正月15日：中納言
- 長保元年（999年） 正月30日：中宮大夫（中宮・藤原定子）。7月8日：辞中宮大夫
- 長保2年（1000年） 正月23日：正三位
- 長保3年（1001年） 正月24日：大宰帥[20]（もしくは大宰権帥[21]）
- 長保5年（1003年） 正月7日：従二位（東三条院御賀賞）
- 寛弘元年（1004年） 12月28日：止大宰権帥（依宇佐宮訴事）[22]
- 寛弘2年（1005年） 3月14日：薨去（中納言従二位）[23]

## 系譜
- 父：平珍材
- 母：貞氏（備中国青河郡郡司の娘）
- 妻：藤原繁子（藤原師輔の娘） - もと藤原道兼室、一条天皇乳母
- 妻：藤原忠信の娘
  - 女子：大和宣旨[24] - 藤原道雅室、のち藤原義忠室、藤原妍子宣旨（女房長）
- 生母不明の子女
  - 男子：平道行
  - 女子：五節の弁 - 藤原彰子女房[25]
- 養子女
  - 養子：平忠貞 - 実は源致治の子
  - 養女：源頼光室 - 実は藤原忠信の娘[26]。五節の弁と同人ともされる[27]